# Hurikán Ike
Hurikán Ike byl devátou pojmenovanou tropickou cyklónou, pátým hurikánem a třetím velkým hurikánem v sezóně 2008.
Byl hurikánem kapverdského typu, který vznikl koncem srpna při pobřeží Afriky. Vyvíjel se poměrně pomalu, 1. září přerostl západně od Kapverd v tropickou bouři. 4. září ráno dosáhl kategorie 4 Saffirovy–Simpsonovy stupnice a stal se dosud nejsilnějším hurikánem sezóny.
Těžce poničil západní Karibik, zejména Turks a Caicos (speciálně Grand Turku, kde vítr poničil 80% obydlí), Bahamy, Kubu (včetně Havany, hlášeni jsou 4 mrtví) a Haiti (hlášeno 66 mrtvých). Pří cestě přes Kubu přechodně zeslábl až na první stupeň, nicméně poté co pronikl do Mexického zálivu opět začal sílit.

## Hrozba texaskému pobřeží

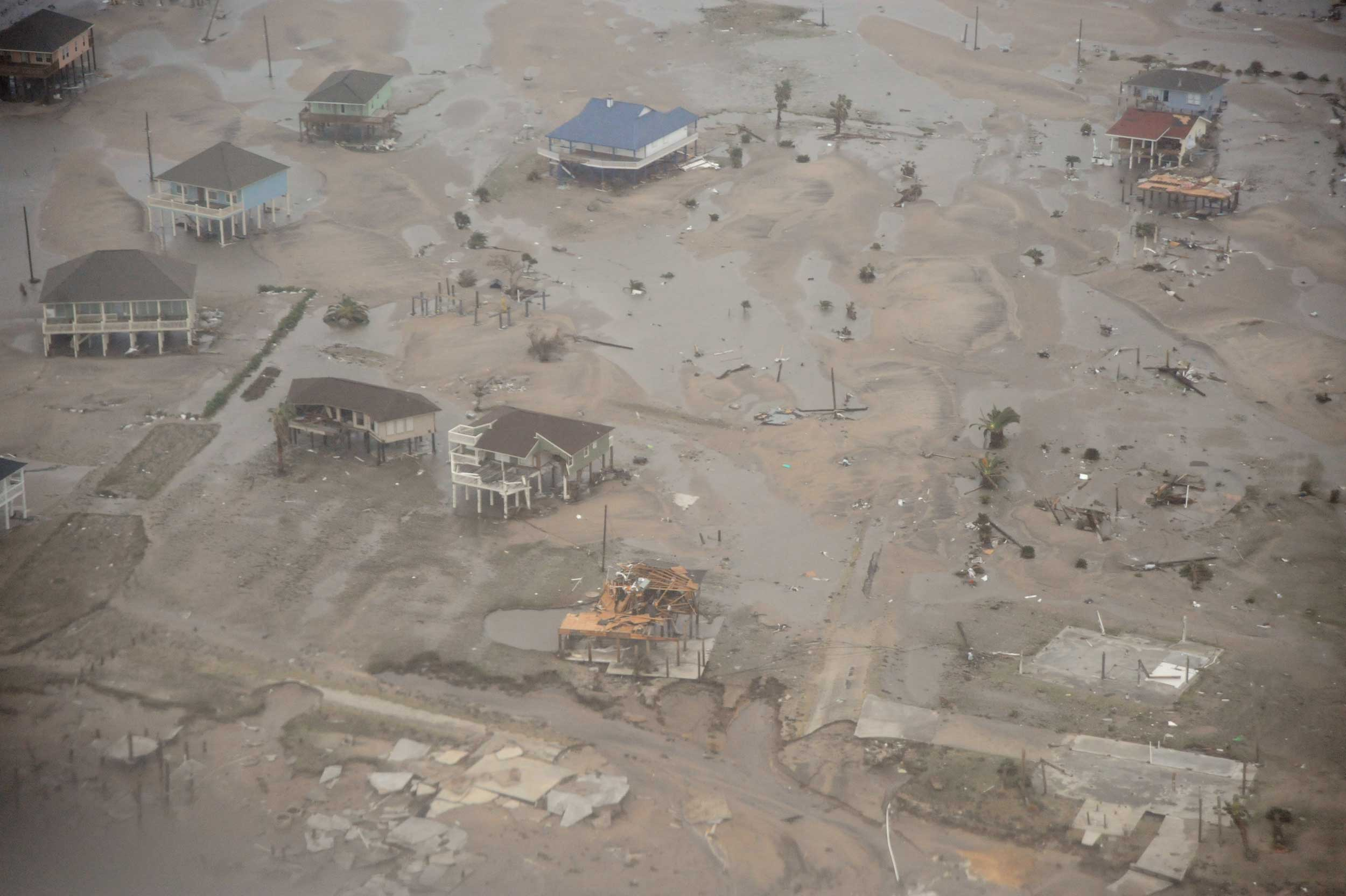
Následky hurikánu Ike v Galvestonu

Američtí meteorologové se obávali, že hurikán by mohl zesílit až na čtvrtý z pěti stupňů a v mělkých vodách u pobřeží Mexického zálivu by mohl vyvolat vlny vysoké až 15 metrů. V nízko položených oblastech vyhlásily úřady povinnou evakuaci, která se týká asi jednoho milionu lidí. Naléhavá výzva se týkala zejména oblasti kolem Galvestonského zálivu s městem Galveston, které podobná bouře před 108 lety takřka vymazala z mapy (Galvestonský hurikán z roku 1900 je dodnes nejsmrtonosnější hurikán a nejsmrtonosnější přírodní katastrofa v dějinách Spojených států). „Osoby v přízemních nebo jednoposchoďových rodinných domech, které neuposlechnou nařízení k evakuaci, čelí jisté smrti“, uvedla americká Národní meteorologická služba. Statisíce lidí během noci z 11. na 12. září opustily pobřežní oblasti amerického státu Texas, k nimž směřuje hurikán, neboť američtí meteorologové vydali v noci vážné varování před hurikánem Ike. Podle odhadů meteorologů by hurikán mohl zaplavit až sto tisíc domů.

## Škody na území USA

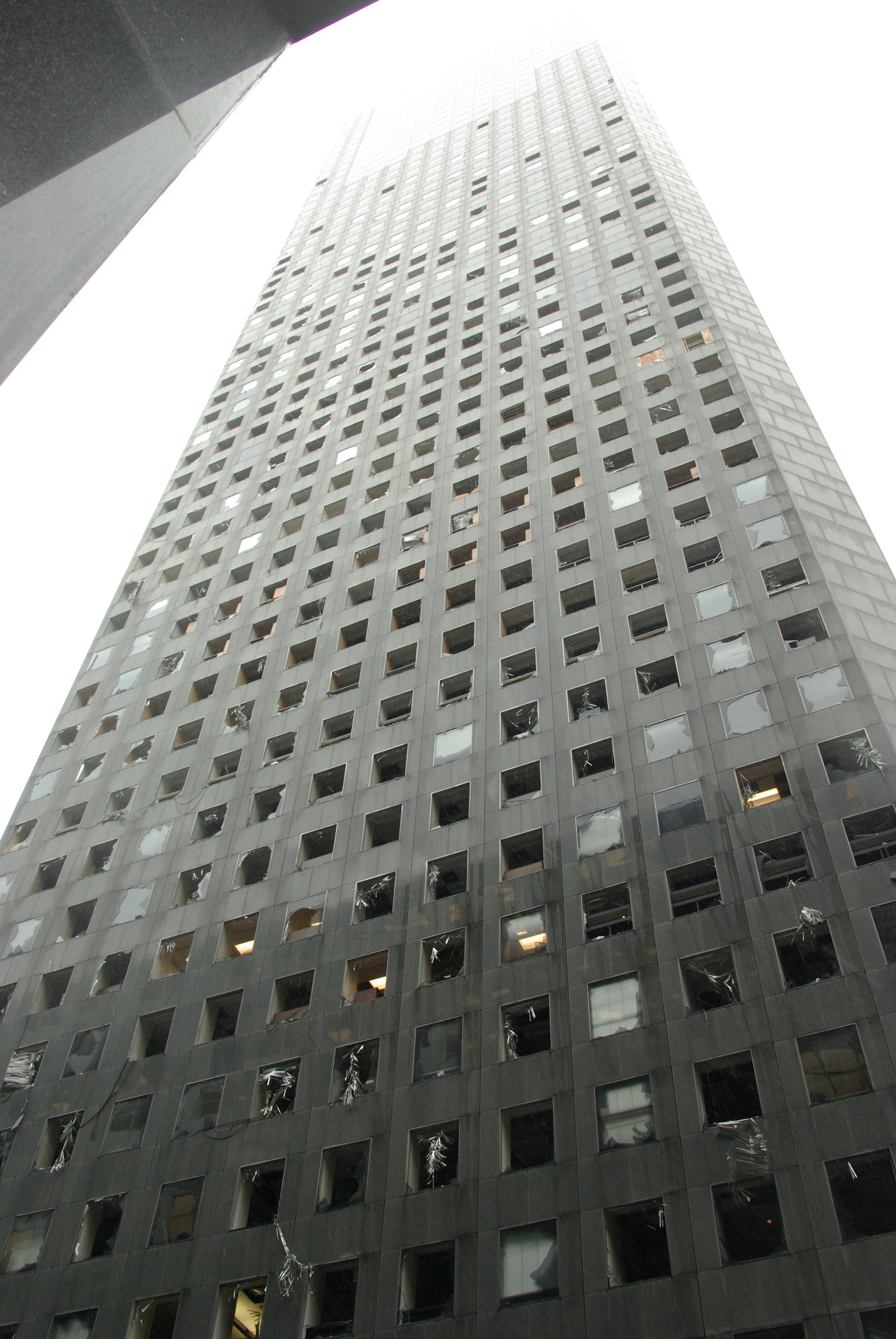
Největší mrakodrap v Houstonu po řádění hurikánu

13. září udeřil na pobřeží Texasu v oblasti Galvestonu jako hurikán 3. stupně a poměrně rychle oslabil na stupeň druhý. Relativně nízkou sílu větrů si vynahrazuje mimořádnou velikostí, téměř vyplnil celý Mexický záliv. Z tohoto důvodu je stále považován za extrémně nebezpečný a předpokládá se, že jeho dopad na pobřežní osídlení bude katastrofální. V Texasu před ním uprchly statisíce lidí.
Oficiálně hurikán Ike udeřil ve dvě hodiny ráno místního času. Nejsilněji zatím zasáhl oblast města Houston. Ike způsobil záplavy ve městě Glaveston, kde také vypukla řada požárů. Na 2 tisíce domů bylo zatopeno ve státě Louisiana. Přes 4 miliony lidí zůstalo bez elektrického proudu a dosavadní škody se odhadují na miliardy korun. Podle televize CNN si vyžádal hurikán doposud tři lidské životy.
Hurikán Ike si podle údajů agentury AP ze 14. září 2008 vyžádal nejméně 28 obětí v celkem devíti amerických státech. Záchranáři při největší záchranné akci v dějinách Texasu zachránili skoro 2 tisíce lidí, kteří odmítli evakuovat nebo uvízli v zaplavené oblasti. V zasažené oblasti byly v noci ze 14. na 15. září zahájeny práce na odklízení trosek. Asi dva miliony lidí zůstávalo dle agentury Reuters bez dodávek elektřiny a úřady nedoporučují evakuovaným rychlý návratem domů. Nejméně pět mrtvých je hlášeno z texaského města Galveston, další lidé zahynuli ve státech Louisiana, Arkansas, Tennessee, Indiana, Ohio a Missouri. Podle Červeného kříže přes 40.000 lidí bylo provizorně ubytováno. Ve čtvrtém největším městě USA Houstonu zůstaly 15. září do odvolání uzavřené školy a zavřeny zůstaly i některé velké podniky. V nejvyšším mrakodrapu JPMorgan Chase Tower byla rozbita více než polovinu oken. Ropné společnosti v Texasu zastavily provoz 14 rafinerií a 28 závodů na zpracování zemního plynu. Hurikán poničil asi deset ropných plošin a některé ropovody a plynovody.